# 海角亭
海角亭，位于中国广西壮族自治区合浦县廉州镇廉州中学内，为一个省级文物保护单位，类型为古建筑及历史纪念建筑物，为第四批广西壮族自治区文物保护单位，公布时间为1994年7月8日。
海角亭的历史年代为明－清。